# Steven Johnson (Autor)

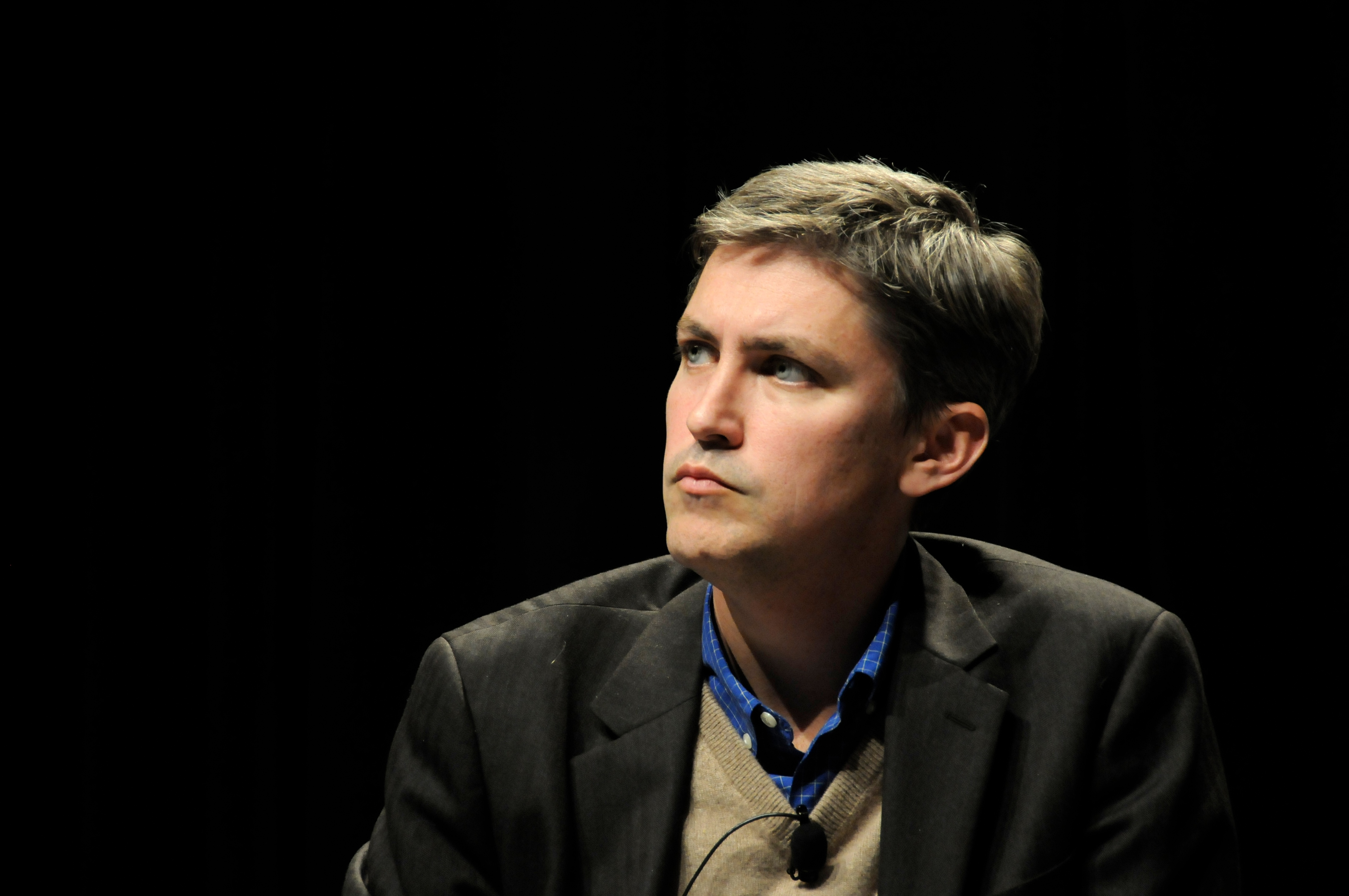
Steven Johnson, South by Southwest 2008

Steven Berlin Johnson (* 6. Juni 1968) ist ein US-amerikanischer Sachbuch-Autor und Blogger.

## Leben
Johnson studierte Semiotik an der Brown University, unter anderem bei Umberto Eco, und Englische Literatur an der Columbia University. Er arbeitete als Kolumnist für Discover Magazine, Slate, Wired und andere Magazine. Er ist außerdem Writer In Residence an der New Yorker Universität.
Er veröffentlichte mehrere Bücher, die den sozialen und soziologischen Entwicklungen und Bedeutungen der technischen Entwicklung nachspüren. Zum Beispiel befasst er sich in seinem Buch Interface Culture mit der Darstellung der technischen Entwicklungen im Computerbereich und der damit einhergehenden Veränderungen in Kultur, kultureller Wahrnehmung und Realitätswahrnehmung. Weitere Themen seiner Bücher sind unter anderem Emergenz (in Emergence), die Funktionsweise des Gehirns und des eigenen Bewusstseins (in Mind Wide Open), positive Effekte moderner Technologien (in Neue Intelligenz/Everything Bad Is Good For You), die Londoner Cholera-Epidemie des Jahres 1854 und die damaligen Maßnahmen zur Bekämpfung der Epidemie mit einem Verweis auf Pandemien in der Neuzeit (in The Ghost Map) oder das Leben des Universalgelehrten Joseph Priestley als eine historische Erzählung (in The Invention of Air).
1995 war Johnson ein Mitbegründer des frühen Webzine Feed Magazine. Johnson startete einen Webdienst namens Outside.In. Sein Ziel war, die dichten regionalen und lokalen Verknüpfungen auch virtuell abzubilden und zu nutzen. Weniger ein großes mediales Dorf sollte dabei entstehen als vielmehr tatsächliche Nachbarschaften. Dafür verwendete er den Begriff hyperlocal.

## Schriften (Auswahl)
- Interface culture. How new technology transforms the way we create and communicate. New York 1997.
  - Deutsch: Interface Culture. Wie neue Technologien Kreativität und Kommunikation verändern. Klett-Cotta, Stuttgart 1999, ISBN 3-608-91980-5 (übersetzt von Hans-Joachim Maass)
- Emergence. The Connected Lives of Ants, Brains, Cities, and Software. Scribner, New York 2004, ISBN 0-684-86875-X (EA New York 2001)
- Mind Wide Open. Your Brain And The Neuroscience Of Everyday Life. 2. Auflage. Scribner, New York 2005, ISBN 978-0-7432-4165-6.
- Everything bad is good for you. How today's popular culture is actuallymaking us smarter. New York 2005.
  - Deutsch: Neue Intelligenz. Warum wir durch Computerspiele und TV klüger werden. Kiepenheuer und Witsch, Köln 2006, ISBN 3-462-03663-7 (übersetzt von Violeta Topalova).
- The Ghost Map. The Story of London’s Most Terrifying Epidemic – and How it Changed Science, Cities and the Modern World. Penguin, London 2008, ISBN 978-0-14-102936-8 (EA New York 2006).
- The Invention of Air. A Story of Science, Faith, Revolution, and the Birth of America. Riverhead Books, New York 2008, ISBN 978-1-59448-852-8.
- Where good ideas come from. The natural history of innovation. Riverhead Books, New York 2010, ISBN 978-1-59448-771-2.
  - Deutsch: Wo gute Ideen herkommen. Eine kurze Geschichte der Innovation. Scoventa Verlag, Bad Vilbel 2013, ISBN 978-3-942073-10-3[4]
- How we got to now. Six innovations that made the modern world. New York 2014.
  - Deutsch: Die Erfindung der Zukunft. Sechs Innovationen, die die Welt veränderten. Springer, Berlin 2016, ISBN 978-3-662-50293-8 (übersetzt von Monika Niehaus und Jorunn Wissmann).
- The Infernal Machine: A True Story of Dynamite, Terror, and the Rise of the Modern Detective. Random House, New York 2024, ISBN 978-0-593-44395-8.